# Termessus

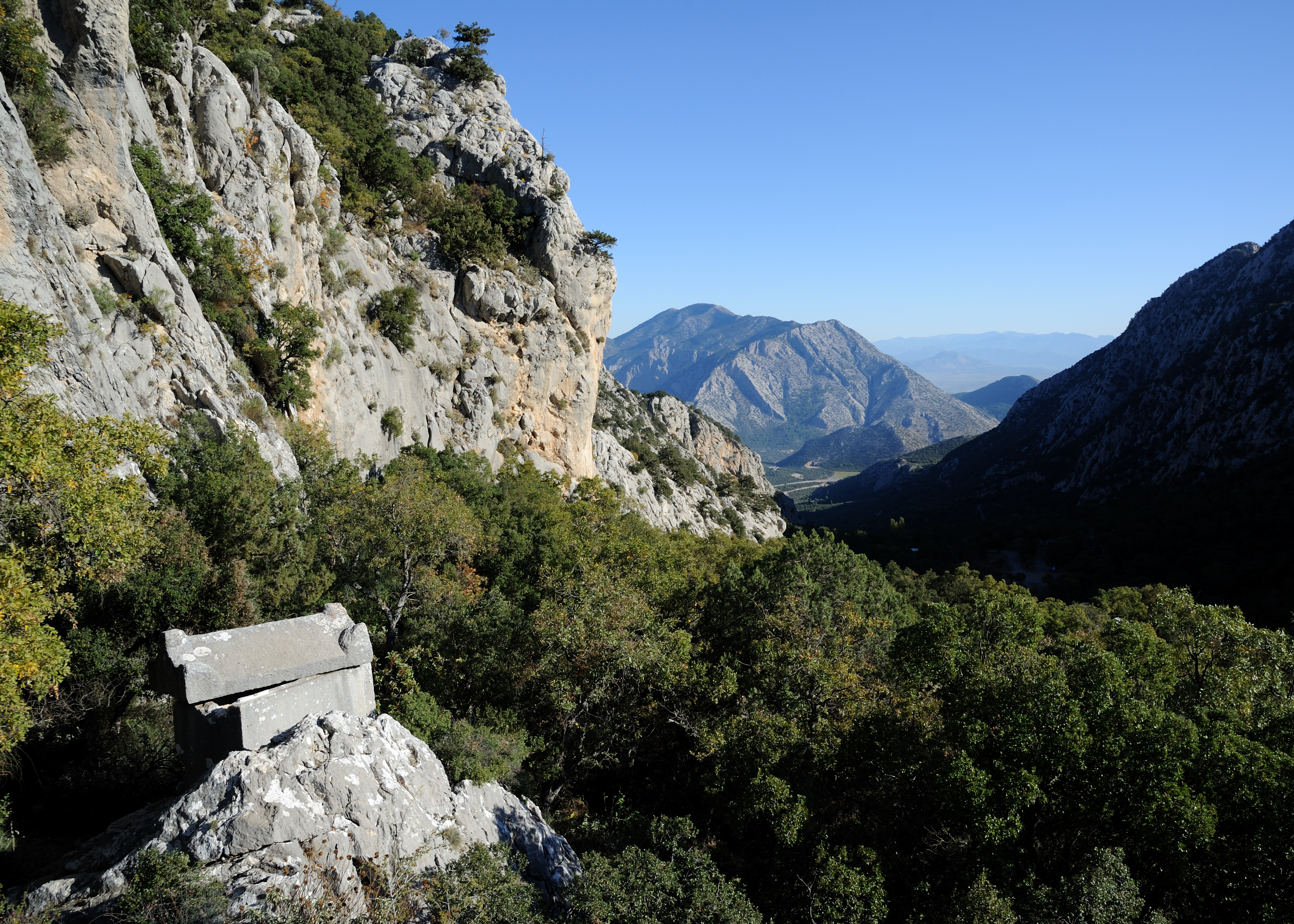
Termessos tomb with-a-view

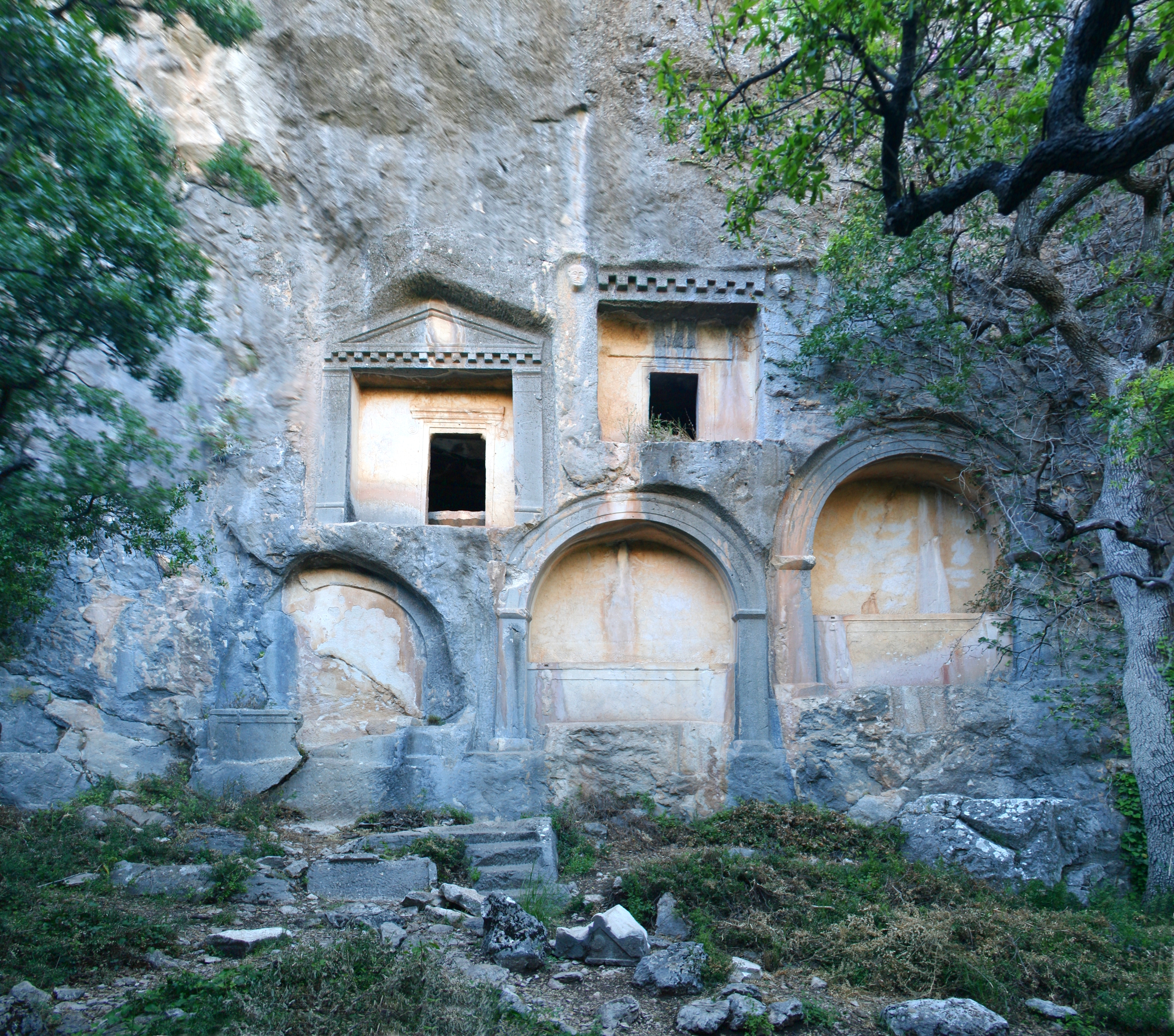
Termessos - Rock Tombs